# De Knar
De Knar was een ondiepte in de Zuiderzee, waar garnalen (garren) en haringen paaiden. Er werd destijds volop gevist met onder andere de garrenkwak, een vissersboot met weinig diepgang, waar twee personen op werkten.
Deze ondiepte lag rond acht kilometer buiten Harderwijk in de richting noordwest. Ze was twee kilometer lang en op haar breedst één kilometer. De scheepvaart voer ten noorden of ten zuiden langs de Knar. Later is hier deels de Knardijk overheen gelegd die Oostelijk en Zuidelijk Flevoland scheidt. Thans ligt op plek van de Knar het zogenaamde Knarbos, dat door de Knardijk verdeeld wordt in een oostelijk en een westelijk deel.